# Thergothon
Thergothon est un groupe de funeral doom metal finlandais, originaire de Turku, actif entre 1989 et 1992. Durant son existence, Thergothon est un groupe influent dans la scène doom metal finlandaise.

## Biographie
Thergothon est formé en 1989 à Turku par le chanteur et claviériste Skorpio (Niko Sirkiä), le guitariste Mikko Ruotsalainen et le batteur Jori Sjöroos. Ils étaient parmi les pionniers du sous-genre du funeral doom metal, commençant avec leur démo Fhtagn nagh Yog-Sothoth en 1991 et en continuant avec leur genre cru et déprimant avec leur seul album, Stream from the Heavens, publié en 1994 au label italien Avantgarde Music,,,. Leur son était extrêmement lent et consistait en de longs morceaux qui combinaient des riffs de guitare lourds, des grunts d'une extrême profondeur et des mélodies de guitare vagues. Les titres de leur démo et de certaines de leurs chansons suffisent à montrer la prégnance de l'influence lovecraftienne sur leur œuvre. Le groupe s'était déjà dissous deux ans avant la sortie de leur album.
Niko Sirkiä et Jori Sjöroos continuent leur carrière en formant This Empty Flow. Le groupe marque un départ stylistique distinct de Thergothon, se rapprochant du shoegazing et jouant pour des groupes comme Slowdive, mais termina dans le genre du trip hop. Sjöroos regagnera de la réputation en composant des chansons pour le groupe de pop rock finlandais populaire, PMMP. Niko Sirkiä, lui, enregistrera de la musique électronique expérimentale sous le pseudonyme de Niko Skorpio, et dirigera un label du nom de Some Place Else.
En 2010, paraît l'album Rising of Yog-Sothoth: Tribute to Thergothon. Cet album contient des contributions de groupes tels que Worship, Evoken et Asunder.

## Style musical
La musique de Thergothon est très lente, avec du death growl (occasionnellement du chant clair), des riffs lourds, des guitares très basses et des mélodies faibles. En plus du death metal, le groupe ajoute également des influences d'autres genres tels que le rock gothique, l'ambient et le rock progressif.

## Membres
- Niko (Skorpio) Sirkiä - chant, claviers
- Jori Sjöroos - batterie
- Mikko Ruotsalainen - guitare
- Sami Kaveri - guitare

## Discographie
- 1991 : Fhtagn nagh Yog-Sothoth
- 1994 : Stream from the Heavens